# Era espacial

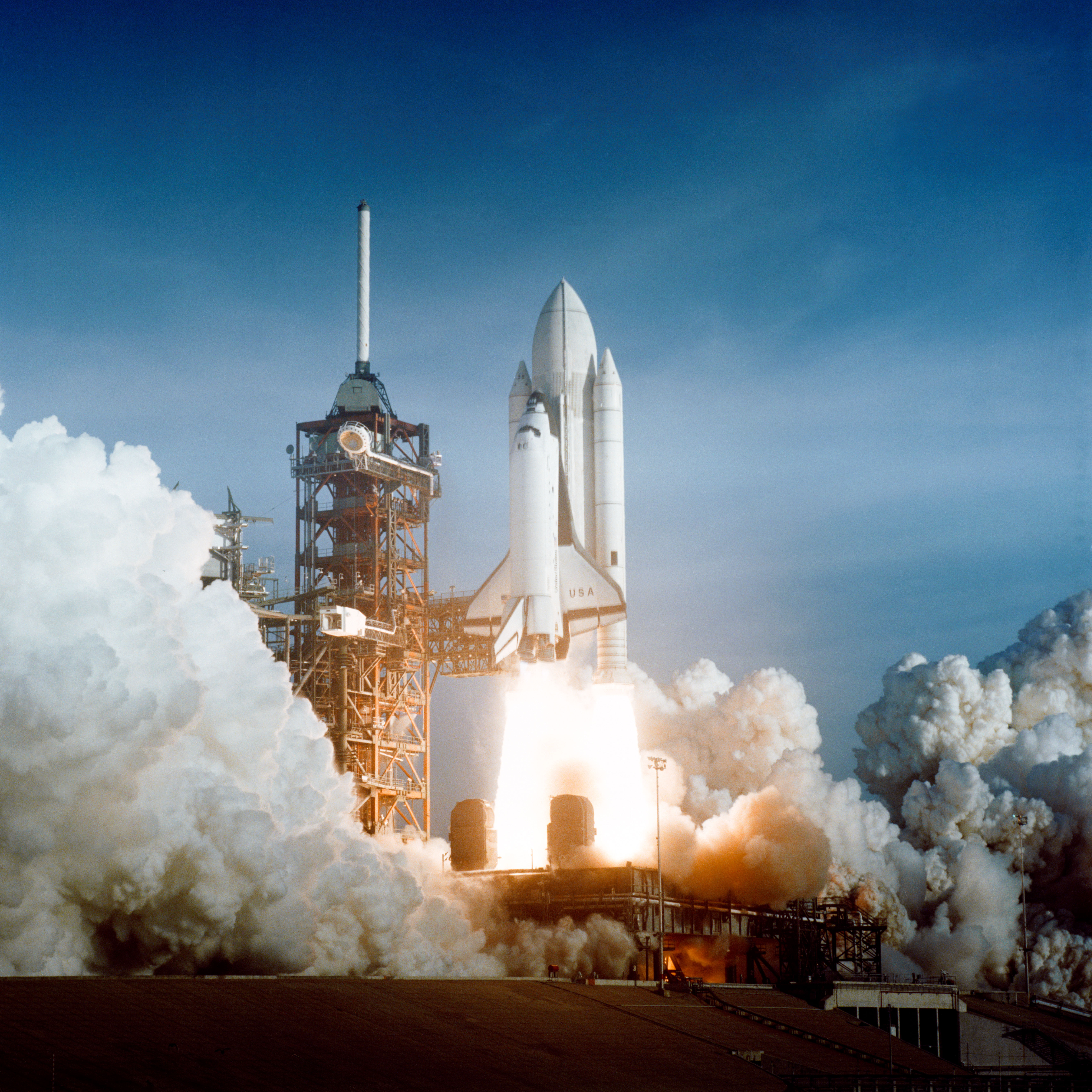
Enlairament del transbordador Colúmbia

L'era espacial és el període que comprèn les activitats relacionades amb l'exploració espacial, la tecnologia espacial i els desenvolupaments culturals influïts per aquests esdeveniments.
L'era espacial va iniciar amb el desenvolupament de moltes tecnologies que van culminar el 4 d'octubre de 1957, amb el llançament del Spútnik 1 per la Unió Soviètica, que va ser el primer satèl·lit artificial i que va orbitar la Terra durant 98 minuts. El llançament de l'Spútnik I va desembocar en una nova era d'èxits polítics, econòmics i tecnològics que van acabar donant el nom d'era espacial.
L'era espacial s'ha caracteritzat pel desenvolupament accelerat de noves tecnologies en l'anomenada cursa espacial mantinguda entre els Estats Units i la Unió Soviètica. Es van fer avenços en la ciència de materials, informàtica i moltes altres àrees. Gran part de la tecnologia desenvolupada originalment per a aplicacions espacials ha estat aplicada a altres usos. Avui, el terme era espacial encara té connotacions de novetat i innovació.

## Apogeu i caiguda de l'interès
Els seus inicis es remunten al 3 d'octubre de 1942, quan el míssil alemany A4, precursor del míssil V-2, va arribar a l'espai i va ser el primer objecte que va assolir l'espai exterior, encara que la seva estada fou breu.
L'era espacial va assolir el seu apogeu amb el programa Apollo, que va atreure l'atenció de bona part de la població mundial. L'aterratge de l'Apollo 11 va ser un esdeveniment que van veure més de 500 milions de persones, i va esdevenir un dels moments clau del segle xx. Des de llavors, i encara més amb el final de la cursa espacial a causa de l'enfonsament de la Unió Soviètica, l'atenció del públic s'ha desplaçat a altres àrees. Durant la dècada de 1990, els fons destinats a l'àmbit espacial van decaure sobtadament després de la desintegració de la Unió Soviètica, ja que la NASA no tènia competència directa. A més, la percepció pública dels perills i el cost de l'exploració espacial als Estats Units es va veure greument afectada pel desastre del transbordador espacial Challenger el 1986.
Des de llavors la participació en llançaments espacials ha implicat a més governs i ha incorporat nous interessos comercials. Des de la dècada de 1990, el període actual ha rebut el nom d'era de la informació més que el d'era espacial, ja que les tecnologies relacionades amb l'exploració espacial han passat a ser comunes per a una part significativa del públic.
A començaments del segle xxi, es va impulsar la competició Ansari X-Prize per contribuir al desenvolupament de l'exploració espacial comercial. El premi el va guanyar SpaceShipOne el 2004, que va passar a ser el primer vehicle espacial no subvencionat per cap govern.
Molts països tenen programes espacials. Hi ha molts satèl·lits amb propòsits científics i comercials en ús, i alguns països tenen plans d'enviar éssers humans a l'espai.

## Principals esdeveniments
- 4 d'octubre de 1957. El Spútnik I, el primer satèl·lit artificial del món, és posat en òrbita per la Unió Soviètica.
- 12 d'abril de 1961. Yuri Gagarin passa a ser el primer home a arribar a l'espai.
- 21 de juliol de 1969. Neil Armstrong passa a ser la primera persona a caminar per la lluna.
- 12 d'abril de 1981. La llançadora espacial, el primer vehicle espacial reutilitzable, és llançada per primera vegada.
- 19 de febrer de 1986. Es llança l'estació espacial Mir, que va romandre en òrbita durant 15 anys, aconseguint alguns ocupants establir records de permanència en l'espai.